# Olga Alekszandrovna Girja
Olga Alekszandrovna Girja (oroszul: Ольга Александровна Гиря, a nemzetközi szakirodalomban Olga Girya), (Langepasz, Hanti- és Manysiföld, Szovjetunió, 1991. június 4. –) orosz sakkozó, női nemzetközi nagymester, Oroszország nagymestere (2013), sakkolimpiai bajnok (2014), U18 korosztályos ifjúsági Európa- és világbajnok (2009).
2009-ben szerezte meg a női nemzetközi nagymester címet, és 2013-ban Oroszország nagymestere címet kapott.

## Élete és sakkpályafutása

### Ifjúsági eredményei
Először 2001-ben az U10 ifjúsági sakkvilágbajnokságon vett részt nemzetközi szintű versenyen, ahol 70 résztvevő között a 18. helyen végzett. Az U14 korosztályosok között 2004-ben a világbajnokságon 4., 2005-ben az Európa-bajnokságon 5. lett. Az U16 korosztályosok között 2006-ban az Európa-bajnokságon 8., 2007-ben a világbajnokságon holtversenyben az 1−4. helyen végezve ezüstérmet szerzett. 2008-ban az U18 korosztályos Európa-bajnokságon ezüstérmes, a világbajnokságon bronzérmes lett. 2009-ben az U18-as korosztályban megnyerte az ifjúsági sakk-Európa-bajnokságot és az ifjúsági sakkvilágbajnokságot is. A 2010-es junior sakkvilágbajnokságon a győztes Anna Muzicsuk mögött ezüstérmet szerzett, eredményét 2011-ben megismételte, amikor a perui Deysi Cori mögött lett második.

## Szereplései a világbajnokságokon

### Eredményei a világbajnokságokon
A 2012-es női sakkvilágbajnokságon indulhatott először a felnőtt női világbajnoki címért, ekkor a 2. körig jutott, ahol a francia Marie Sebag ütötte el a továbbjutástól.
A 2015-ös női sakkvilágbajnokságra a 2013-as sakk-Európa-bajnokságon elért eredménye alapján szerzett kvalifikációt. Ezúttal is a 3. körig jutott, miután vereséget szenvedett az orosz Valentyina Gunyinától.
A 2016-os női sakkvilágbajnoksági ciklusban a FIDE Women’s Grand Prix 2013–14 versenysorozatán szabadkártyával indulhatott. 2013-ban Genfben a 12., Gilijanban a 9., Taskentben a 7−8., 2014-ben Hanti-Manszijszkban a 2. helyen végzett, mely utóbbi eredményével nagymesteri normát is teljesített. A Grand Prix összesítésében a 12. helyet szerezte meg.
A 2017-es női sakkvilágbajnokságra a 2015-ös sakk-Európa-bajnokságon elért eredménye alapján szerzett kvalifikációt. ahol ezúttal a 2. körön nem jutott túl, miután kikapott a kínai Csü Ven-csüntől.
A 2018-as sakkvilágbajnoki ciklusban szabadkártyával kapott indulási jogot a FIDE Women’s Grand Prix 2015–16 versenysorozatán. 2016. április−májusban Batumiban a 8−10., júliusban Csengtuban 9−10.,novemberben Hanti-Manszijszkban a 3−7. helyen végzett, összesítésben a 15. helyet szerezte meg.

## További kiemelkedő egyéni versenyeredményei
Első kiemelkedő nemzetközi versenysikerét 2005-ben, 13 éves korában jegyezték fel, amikor 100%-os teljesítménnyel, 9 játszmából szerzett 9 ponttal nyerte az Arctic Cup tornát. Ugyanilyen teljesítménnyel lett első 2007-ben Oroszország U16 korosztályos ifjúsági bajnokságán. A női nagymesteri címet a 2008-as és 2009-es Moscow Open C versenyén, valamint a 9. orosz női sakkcsapatbajnokságon elért eredményei alapján kapta meg.
2014. februárban megnyerte a Moscow Open 2014, Russian Women’s Premier Cup versenyt. Áprilisban bronzérmet szerzett a Hanti-Manszijszkban rendezett rapidsakk-világbajnokságon. Júniusban megnyerte az orosz felső liga versenyét, amellyel jogosultságot szerzett az orosz női sakkbajnokság szuperdöntőjén való indulásra, amelyen holtversenyben a 3−4. helyen végzett. Ugyanezen év novemberében a Russian Cup győztese lett.

## Csapateredményei

### Sakkolimpia
Négy sakkolimpián vett részt Oroszország női csapatának tagjaként. 2010-ben Oroszország 2. csapatával, 2014-ben, 2016-ban és 2018-ban az első csapat tagjaként. A 2014-es sakkolimpián csapatban aranyérmet szerzett, míg 2018-ban egyéni teljesítményéért ezüstérmet kapott.

### Sakkcsapat-világbajnokság
A 2013-as és a 2015-ös női sakkcsapat-világbajnokságon szerepelt Oroszország válogatottjában. 2013-ban csapatban bronz-, egyéniben aranyérmet szerzett. 2015-ben csapatban ezüstérmes, egyéniben egy arany- és egy ezüstérmet szerzett, míg 2017-ben csapatban arany-, egyéniben ezüstérmet nyert.

### Sakkcsapat Európa-bajnokság
A sakkcsapat Európa-bajnokságon 2013-ban Oroszország válogatottjának tagjaként csapatban ezüstérmes lett. Tagja volt a 2017-ben és 2019-ben aranyérmet szerzett orosz válogatottnak, amelyben 2019-ben a 3. táblán egyéniben is aranyérmet nyert.

### Klubcsapatok Európa-kupája
A női klubcsapatok Európa-kupájában 2012-ben a Yugra Khanty-Mansyjsk, 2013-ban és 2014-ben az ShSM-RGSU Moscow csapatával bronzérmes, egyéniben 2012-ben és 2015-ben bronz-, 2013-ban ezüstérmet szerzett.

## Játékereje
A FIDE 2017. júliusra érvényes Élő-pontszámával lépte át a 2500-as határt, és 2502 pontjával a női világranglista 15. helyére került. Ezzel a pontszámával a női sakkozók örökranglistájának a 47. helyezettje.